# Абрахамсон, Йенни
Йенни Хелена Абрахамсон (швед. Jennie Helena Abrahamson, род. 28 мая 1977 года в городе Севар, Умео, Швеция) — шведская певица и автор песен. Вокал Йенни неоднократно сравнивали с Кейт Буш.

## Биография
Начинала певческую карьеру в Умео в составе группы Paddington. Работала с различными артистами и играла в нескольких музыкальных коллективах, таких как трип-хоп группа Heed, кантри-рок группа Yukon AKB.
В 2006 году начала сольную карьеру, на сегодняшний день выпустила пять альбомов.
В 2007 году с поддержкой друзей — музыкантов из группы Friska Viljor и норвежской певицы Ane Brun — основала собственный звукозаписывающий лейбл. Вместе с Юханнесом Берглюндом (Johannes Berglund) владеет музыкальной студией в Стокгольме.
Участвовала в туре Питера Гэбриела вместе с Линнеей Ульссон, а также выступала вместе с Ане Брюн.
Йенни живёт в Стокгольме с мужем, музыкантом Микаэлем Хэггстрёмом (Mikael Häggström).

## Дискография
- 2007 — Lights
- 2009 — While the Sun’s Still Up and the Sky Is Bright
- 2011 — The Sound of Your Beating Heart
- 2014 — Gemini Gemini
- 2017 — Reverseries
- 2023 — Kärlek & Makt